# Too Short
Todd Anthony Shaw (Los Angeles, Kalifornija, SAD, 28. travnja 1966.), bolje poznat po svom umjetničkom imenu Too Short (ponekad stilizirano kao Too $hort) je američki reper, tekstopisac, glazbeni producent i glumac iz Oaklanda, Kalifornije. On ima svoju diskografsku kuću Up All Nite Records. Svoju glazbenu karijeru započeo je 1983. godine kada je objavio prvi album Don't Stop Rappin'.

## Diskografija
- 1985.: Don't Stop Rappin'
- 1985.: Players
- 1986.: Raw, Uncut, and X-Rated
- 1987.: Born to Mack
- 1988.: Life Is...Too Short
- 1990.: Short Dog's in the House
- 1992.: Shorty the Pimp
- 1993.: Get In Where You Fit In
- 1995.: Cocktails
- 1996.: Gettin' It
- 1999.: Can't Stay Away
- 2000.: You Nasty
- 2001.: Chase the Cat
- 2002.: What's My Favorite Word?
- 2003.: Married to the Game
- 2006.: Blow the Whistle
- 2007.: Get off the Stage
- 2010.: Still Blowin'

## Vanjske poveznice
- Too Short na Twitteru
- Too Short na Allmusicu
- Too Short na Discogsu
- Too Short na Billboardu
- Too Short  Arhivirana inačica izvorne stranice od 2. veljače 2013. (Wayback Machine) na MTV
- Too Short na Internet Movie Databaseu